# Karl Griebel
Karl Griebel (* 1872 in Diedenhofen; † 1922 ebenda) war ein deutscher Architekt, der vor allem Wohn- und Geschäftshäuser in seiner Heimatregion Lothringen baute.

## Leben
Karl Griebel wurde in Thionville geboren, wo er auch seine Schulzeit verbrachte. Nach dem Studium der Architektur bekam er viele Aufträge in seiner Heimatregion, da im damaligen Reichsland Elsaß-Lothringen neue Stadtviertel wie z. B. in Metz und Thionville entstanden.

## Bauten (unvollständig)

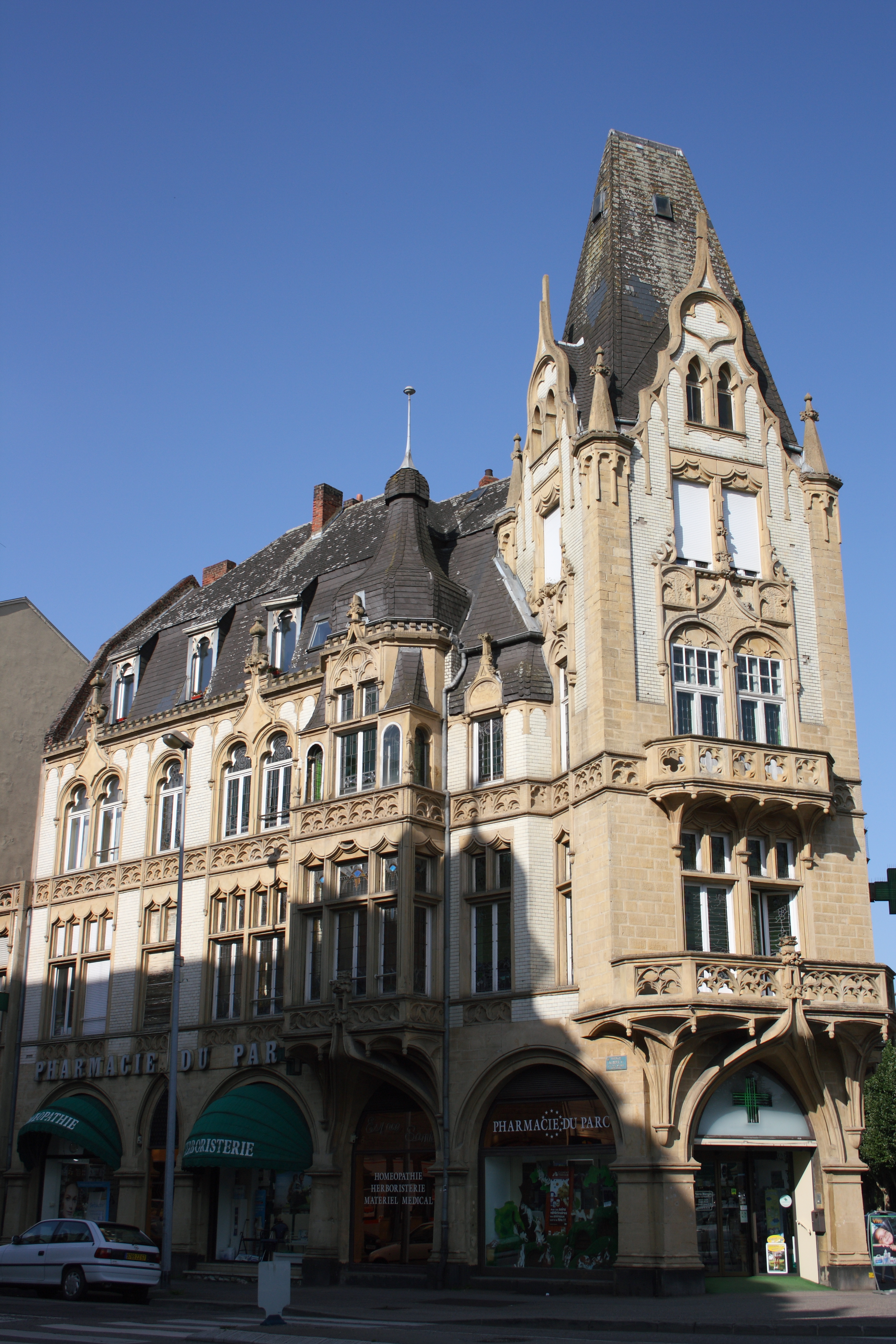
Haus Oscar Stephany in Thionville

- 1903: Wohnhaus, Nr. 19 Avenue Albert 1er in Thionville[1]
- 1903: Villa Wildenberger, Nr. 16 Avenue Foch in Metz
- 1903: Wohnhaus, Nr. 18 Avenue Albert 1er in Thionville[2]
- 1904: Haus Oscar Stephany
- 1904: Wohn- und Geschäftshaus, Nr. 9/11 Place du Luxembourg in Thionville[3]